# A Insustentável Leveza do Ser
A Insustentável Leveza do Ser (em tcheco: Nesnesitelná lehkost bytí) é um romance do escritor tcheco Milan Kundera, publicado originalmente em 1984. A obra narra a história de duas mulheres, dois homens e um cão durante a Primavera de Praga, em 1968, um período significativo na história da Tchecoslováquia. Embora concluído em 1982, o livro teve sua primeira edição em 1984, em tradução francesa sob o título L'insoutenable légèreté de l'être. A versão original em língua tcheca foi lançada no ano subsequente. Em 2017, a Companhia das Letras publicou a tradução para o português, realizada por Teresa Bulhões Carvalho da Fonseca.

## Premissa
A narrativa de A Insustentável Leveza do Ser desenvolve-se predominantemente em Praga, no período compreendido entre o final da década de 1960 e o início da década de 1970. A obra explora o ambiente artístico e intelectual da sociedade tcheca, desde a Primavera de Praga, em 1968, até a invasão da Tchecoslováquia pela União Soviética e por outras três nações integrantes do Pacto de Varsóvia, bem como as sequelas desse evento nas vidas de dois casais distintos e de seus respectivos círculos sociais.

## Personagens
- Tomáš é um cirurgião e intelectual tcheco, protagonista central da narrativa. Caracterizado por sua intensa atividade sexual extraconjugal, Tomáš estabelece uma distinção entre sexo e amor, mantendo múltiplos relacionamentos enquanto nutre afeto exclusivo por sua esposa, Tereza, sem perceber incongruência nessa dualidade. Sua busca por diversas parceiras é justificada como uma exploração das particularidades femininas, supostamente reveladas no ato sexual. Inicialmente, ele percebe Tereza como uma responsabilidade. Após a invasão da Tchecoslováquia pelas forças do Pacto de Varsóvia, o casal exila-se em Zurique, onde Tomáš continua seus envolvimentos amorosos. O retorno de Tereza a Praga, motivado pela nostalgia, leva Tomáš a reconhecer sua dependência emocional e a segui-la. De volta à Tchecoslováquia, ele enfrenta as repercussões de uma carta pública que estabelece uma analogia entre os comunistas tchecos e Édipo, metáfora política com consequências negativas para sua vida. Exausto do regime comunista, muda-se para o campo com Tereza, onde abandona suas duas principais ocupações (a cirurgia e as conquistas amorosas), encontrando satisfação em seu relacionamento. Seu epitáfio, escrito por seu filho católico, expressa seu desejo constante: "Ele queria o Reino de Deus na Terra".
- Tereza é a jovem esposa de Tomáš. Inicialmente garçonete em um restaurante de hotel em uma pequena cidade, ela ascende à profissão de fotógrafa com o auxílio de uma das amantes de seu marido, dedicando-se ao fotojornalismo dissidente e de risco durante a ocupação soviética de Praga. Embora não censure as infidelidades de Tomáš, Tereza se percebe como a parte vulnerável da relação. Sua visão negativa do corpo, considerado repugnante e vergonhoso – uma herança de sua mãe, que enfatizava suas funções fisiológicas de maneira grotesca –, constitui um aspecto central de sua identidade. Ao longo da narrativa, ela manifesta o temor de ser apenas mais um corpo na pluralidade de relações de Tomáš. Com a mudança do casal para o campo, Tereza volta sua atenção para a criação de gado e a leitura. Nesse período, desenvolve uma forte ligação emocional com seus animais de estimação, interpretando-os como a derradeira conexão com o paraíso perdido, o que a conduz a um crescente isolamento social.
- Sabina é uma das amantes e a amiga mais próxima de Tomáš. Caracterizada por uma vivência extrema da leveza, ela encontra satisfação significativa no ato da traição. Em oposição declarada ao kitsch, Sabina confronta as limitações impostas por sua origem puritana e pelo Partido Comunista, conflito expresso em sua produção pictórica. Em certas ocasiões, ela manifesta excitação diante da humilhação, exemplificada pelo uso do chapéu-coco de seu avô – um símbolo originado em um encontro sexual com Tomáš, que posteriormente sofre uma evolução semântica, tornando-se uma reminiscência do passado. Mais adiante na narrativa, Sabina estabelece uma correspondência com Šimon enquanto reside com um casal de americanos mais velhos, admiradores de sua habilidade artística.
- Franz é um professor idealista radicado em Genebra e um dos amantes de Sabina. Sua afeição por Sabina é motivada por sua percepção dela como uma dissidente tcheca de ideologia liberal e com uma aura de tragédia romântica. Dotado de gentileza e compaixão, Franz, descrito como um dos "sonhadores" da narrativa, orienta suas ações pela lealdade à memória de sua mãe e de Sabina. Sua existência é predominantemente centrada em atividades acadêmicas e na leitura, evoluindo a ponto de buscar experiências de leveza e êxtase através da participação em marchas e protestos, culminando em uma marcha na Tailândia em direção à fronteira com o Camboja. Em Bangkok, após essa manifestação, ele é fatalmente ferido em um assalto.
- Karenin é a cadela pertencente a Tomáš e Tereza. Apesar de sua designação biológica feminina, seu nome é masculino, constituindo uma alusão a Alexei Karenin, o cônjuge da protagonista da obra Anna Karenina. Karenin exibe uma acentuada resistência a alterações ambientais. Após ser transferida para o ambiente rural, demonstra maior contentamento, beneficiando-se de maior atenção por parte de seus tutores. Desenvolve também uma rápida relação de amizade com um porco denominado Mefisto. Durante esse período, Tomáš diagnostica Karenin com neoplasia maligna (câncer) e, apesar da intervenção cirúrgica para remoção de um tumor, seu prognóstico é fatal. Em seu leito de morte, sua reação positiva ("sorriso") às tentativas de Tomáš e Tereza de aliviar seu sofrimento promove uma reconciliação entre o casal.
- Šimon é o filho distante de Tomáš, resultante de um matrimônio anterior do protagonista.

## Fundamentos filosóficos
A narrativa contesta o conceito filosófico do eterno retorno (a doutrina que postula a recorrência ad infinitum do universo e de seus eventos). Em contraposição, as reflexões temáticas da obra propõem a perspectiva de que cada indivíduo possui uma existência singular e irrepetível, fundamentando a noção de "leveza do ser". Adicionalmente, essa leveza é associada à ideia de liberdade, manifesta nos personagens de Tomáš e Sabina, em contraste com a personagem de Tereza, caracterizada por um estado de "opressão". A tradução da obra Guerra e Paz, de Leon Tolstói, realizada por Constance Garnett, introduz a expressão "estranha leveza do ser" na descrição da morte do Príncipe Andrei. Em contraste, a teoria do eterno retorno implica uma "pesadez" existencial e decisória. Friedrich Nietzsche concebia essa pesadez como um elemento ambivalente, podendo constituir tanto um ônus significativo quanto um proveito substancial, a depender da interpretação individual.
Citando Kundera do livro:

Quanto mais pesado o fardo, mais perto nossas vidas chegam da terra, mais reais e verdadeiras elas se tornam. Inversamente, a absoluta ausência de fardo faz com que o homem seja mais leve que o ar, elevando-se às alturas, despedindo-se da terra e de seu ser terreno, e tornando-se apenas meio real, seus movimentos tão livres quanto insignificantes. O que então escolheremos? Peso ou leveza? ... Quando queremos dar expressão a uma situação dramática em nossas vidas, tendemos a usar metáforas de peso. Dizemos que algo se tornou um grande fardo para nós. Ou suportamos o fardo ou falhamos e sucumbimos a ele, lutamos contra ele, vencemos ou perdemos. E Sabina – o que aconteceu com ela? Nada. Ela havia deixado um homem porque sentiu vontade de deixá-lo. Ele a havia perseguido? Ele tentou se vingar dela? Não. Seu drama não era um drama de peso, mas de leveza. O que lhe coube não foi o fardo, mas a insuportável leveza do ser.
No romance, o conceito nietzschiano é associado a uma interpretação do provérbio alemão einmal ist keinmal, traduzível como "uma vez não é nada" ou "uma ocorrência não tem significado". Essa interpretação é apresentada como uma distorção cognitiva do tipo "tudo ou nada" (all-or-nothing), a qual Tomáš deve superar em sua jornada como protagonista. Sua crença inicial é de que "Se vivenciamos apenas uma existência, é como se não tivéssemos existido". Especificamente, no que concerne ao seu comprometimento com Tereza, ele argumenta que "Não existe método para avaliar qual decisão é superior, dada a ausência de um parâmetro comparativo". A narrativa, contudo, resolve essa questão de maneira assertiva, postulando que tal compromisso é factível e desejável.

## Publicação
A Insustentável Leveza do Ser, publicado originalmente em 1984, teve sua primeira edição em língua tcheca apenas em 1985, pela editora exilada 68 Publishers, localizada em Toronto, Ontário. Uma segunda edição em tcheco foi publicada em outubro de 2006, na cidade de Brno, República Tcheca, aproximadamente 18 anos após a Revolução de Veludo, devido à não aprovação prévia por parte de Milan Kundera. Em 2017, a tradução para a língua portuguesa foi publicada pela Companhia das Letras, com tradução de Teresa Bulhões Carvalho da Fonseca.

## Filme
Em 1988, foi lançado um filme estadunidense adaptado do romance, com Daniel Day-Lewis, Lena Olin e Juliette Binoche nos papéis principais e direção de Philip Kaufman. Em uma nota para a edição tcheca da obra, Milan Kundera expressou que a adaptação cinematográfica possuía pouca relação com a essência tanto do romance quanto de seus personagens. Na mesma nota, Kundera declarou que, em decorrência dessa experiência, não mais autorizaria adaptações de seus trabalhos literários.